# Alexander Gottfried
Alexander Gottfried, né le 5 juillet 1985 à Nettetal, est un coureur cycliste allemand.

## Palmarès
- 2003
  - 2e du championnat d'Allemagne du contre-la-montre juniors
- 2005
  - 7e étape du Tour de l'Avenir
  - 2e de la Mayor Cup
  - 2e du championnat d'Allemagne sur route espoirs
- 2007
  - 1re étape du Giro delle Regione

## Classements mondiaux
| Année           | 2005 | 2006 | 2007 | 2008  | 2009  | 2010 | 2011 | 2012 |
| --------------- | ---- | ---- | ---- | ----- | ----- | ---- | ---- | ---- |
| UCI Asia Tour   |      |      |      |       |       |      |      | 202e |
| UCI Europe Tour | 391e | 658e | 444e | 1217e | 1050e | 423e |      | 611e |